# Angitia ithaca
Angitia ithaca är en fjärilsart som beskrevs av Druce 1889. Angitia ithaca ingår i släktet Angitia och familjen nattflyn. Inga underarter finns listade i Catalogue of Life.